# Односи Србије и Еквадора
Односи Србије и Еквадора су инострани односи Републике Србије и Републике Еквадора.

## Билатерални односи
Дипломатски односи са Еквадором су успостављени 1956. године.
Амбасада Републике Србије у Бразилији (Бразил) радно покрива Еквадор.
Еквадор је гласало против пријема Косова у УНЕСКО 2015.

### Економски односи
- У 2020. години забележен је извоз у вредности од 819.000,00 УСД и увоз у вредности од 36.850.000,00 УСД.
- У 2019.г. извоз Србије је износио 1,39 милиона УСД, а увоз 27 милиона УСД.
- У 2018. извоз је износио 398 хиљада УСД, док је увоз био 18 милиона УСД.[3][4]

### Некадашњи дипломатски представници

#### У Београду
- Франциско Проањо, амбасадор, 1990—1992
- Хаиме М. Ромеро, амбасадор, 1989—1990
- Теодоро Б. Муњоз, амбасадор
- Уго Ортис, амбасадор

#### У Китоу
- Павле Живковић, амбасадор, 1988—1992
- Самуило Протић, амбасадор, 1984—1988
- Богдан Исоски, амбасадор, 1980—1984